# Ned's Newt
Ned e a Salamandra (Brasil) ou O Tritão de Ned (Portugal) (título original em inglês: Ned's Newt) é uma série de desenho animado canadense-alemã que foi produzida pela Nelvana e Studio B Productions, exibida pelo Teletoon entre 1998 e 2000.
No Brasil, o desenho estreou em 1998 pela HBO, originalmente exibido em um bloco infantil do canal, junto com diversas outras animações. Logo depois, passou a ser transferido pelo Cartoon Network, estreando em 4 de julho de 1999, às 12h30 e sendo exibido pelo canal até 2002; também foi exibido pelo Boomerang em 2006 nas tardes, e depois pela Mini TV em algumas ocasiões, já quando se tornou um canal infanto-juvenil. Em Portugal, foi exibido em 2000 pela SIC, em 2001, 2007 e 2015 pelo Canal Panda e pelo KidsCo.

## Sinopse
Ned Flemkin é um garoto de 9 anos de idade que um dia decidiu comprar uma salamandra para ter como animal de estimação. Ele percebe que sua salamandra não se mexe muito e não faz muita coisa. Então ele decide comprar um tipo especial de comida para salamandras chamada "Zippo", mas ao dar a comida para ela, Ned acaba transformando sua pequena salamandra de apenas 10 centímetros em um monstro gigante de 230 quilos chamado Newton. Alegre e divertido, ele e Ned vivem grandes aventuras.

## Personagens

### Ned Flemkin
Ned Flemkin é um garoto de 7 anos de idade e o protagonista da série. Tem uma salamandra de estimação chamada Newton com quem ele vive aventuras e confusões. Ele é apaixonado por Linda Bliss, uma garota que vive na mesma rua que ele.

### Newton
Newton (frequentemente abreviado Newt por Ned) é a salamandra de estimação de Ned. Quando alimentado com o alimento para salamandras "Zippo", Newton de 10 centímetros passa a ser um monstro gigante de 230 quilos muito alegre e divertido que pode se transformar de várias formas em uma espécie de metamorfose.

### Eric e Sharon Flemkin
Eric e Sharon Flemkin são os pais de Ned. Desconhecem da existência do alter-ego de Newton, mas já o encontraram algumas vezes se disfarçando de humano.

### Linda Bliss
Linda Bliss é uma garota de 8 anos de idade que mora na mesma rua que Ned. Ela é o objeto de adoração de Ned e por quem o garoto tem um amor platônico.

## Lista de episódios

### 1ª temporada (1998)
| - Meu Bicho de Estimação (Out With The Old, in With The Newt) Ned Apaixonado (What Rock Through Yonder Window Breaks) - Pesadelo na Parada (Nightmare on Friendly Street) Sair na Hora (A Snitch in Time) - Viagem ao Centro do Depósito de Lixo (Voyage to The Bottom of The Dump) Feliz Anel de Sangue Peruano (Happy Blood Altar Ring to You) - O Dilema de Marte (Mars Dilemma) O Concurso de Sábado a Noite (Saturday Night Fervour) - Cidadão Ned (Citizen Ned) O Mais Enfadonho Show da Terra (The Most Grating Show on Earth) - Jurássico Sem Querer (Jurassic Joyride) Pegando uma Carona (Take A Hike) - O Novo Zippo Aperfeiçoado (New Improved Zippo) Reescrevendo a História (What Big Rewrite Notes You Have) | - Sozinhos em Casa com o Frank (Home Alone With Frank) A Moeda da Sorte (The Lucky Penny) - Socorro, Estou Careca (Help Me, I'm Bald) Aviões, Trens e Newtonmóveis (Planes, Trains, And Newtmobiles) - Quebrando Recordes (Broken Record) Newt no Museu (Newton's Day Out) - Can't See The Forest For The Treefort Saving Lummox - Newton Falls In Love Show Me The Money - One Flu Over The Cuckoo's Nest Mall Good Things Come To An End |

### 2ª temporada (1999)
| - Live and Let Dad Ned's Army - Climb Every Newton Go Nest, Young Man - Weekend At Bernice New Year's Ned - Lights, Camera, Newton! When In Drought - Draw Your Own Concussion Tis Follicle To Be Wise - Back To The Futile Motley Cruise - Leve Seu Piquenique (Take Your Picnic) Semeie em Nome do Amor (Crop! In The Name Of Love) | - Abode To Ruin Educating Reeger - Norman's Newt The Show Must Go Off - If The Shoe Gives You Fits Ned And Edna, And Ed ‘N Aden - Fantastic Neddage A Mother Day, A Mother Dollar - Newt York, Newt York Lummox Of The Baskervilles - Frankenvine Nedapalooza |

### 3ª temporada (2000)
| - Diary Of A Nedman Last Fraction Hero - Carnival Knowledge Go Fetch - Xylophone Camp The Friendly Triangle - Never-Never Ned To Have And Have Newt - Summer Rental The Man Who Would Be Flemking - Cyranewt De Bergerac The Boy Who Newt Too Much - Nedding Bells Are Ringing Newt's Ned | - Rear Bus Window Et Tu, Newté? - Love Is A Many-Salamandered Thing Trouble Indemnity - 312 Angry Women Toys Will Be Toys - Summer Gone, Summer Not Sealed With A Newt - The Tooth Is Out There Remote Possibility - Regattadamerang All's Well That Hens Well |

## Elencos de vozes
| Personagem     | Voz original               | Dublagem brasileira |
| -------------- | -------------------------- | ------------------- |
| Ned Flemkin    | Tracey Moore               | Sérgio Rufino       |
| Newton         | Harland Williams Ron Pardo | Tatá Guarnieri      |
| Eric Flemkin   | Peter Keleghan             | Carlos Silveira     |
| Sharon Flemkin | Carolyn Scott              | Rosa Maria Baroli   |
| Linda Bliss    | Tracy Ryan                 | Fernanda Bullara    |